# Homoeosoma nimbella
Homoeosoma nimbella là một loài bướm đêm thuộc họ Pyralidae. Nó được tìm thấy ở châu Âu.
Sải cánh dài 16–21 mm. The moths are on wing từ tháng 5 đến tháng 8 tùy theo địa điểm.
Ấu trùng có thể ăn các loài the flowers hoặc fruit của Asteraceae.